# سوزي جورمان
سوزي جورمان (بالإنجليزية: Suzy Gorman)‏ هي مصورة أمريكية، ولدت في 8 يونيو 1962.